# Таняев, Александр Петрович
Александр Петрович Таняев (1898—1974) — советский партийный и государственный деятель, педагог, доктор исторических наук (1927), профессор (1928), редактор. Член РКП(б) с мая 1918.

## Биография
До революции обучался на физико-математическом факультете Московского университета.
В рядах Красной гвардии участвовал Октябрьском вооружённом восстании в Москве в 1917 году. Охранял Моссовет и Московский ВРК во время революционных событий и боев с юнкерами.
В 1918—1919 работал в органах советской власти Московской губернии. В конце 1919 — направлен ЦК РКП(б) на партработу в Татарию.
В августе-декабре 1920 года возглавлял Татарский областной комитет РКП(б). Член Президиума ЦИК Татарии 1-го созыва. Затем в 1921 — главный редактор журнала «Вестник Татарского обкома РКП(б)».
В 1921 направлен заведующим Отделом агитации и пропаганды Ферганского областного комитета КП(б) Туркестана. В 1922 редактировал печатный орган областного комитета КП(б) Туркестана.
В 1922—1924 учился в Институте Красной профессуры. В 1924—1929 — преподавал в Уральско-Сибирском коммунистическом университете (Свердловск).
С 1929 по 1934 вновь на партийной работе, инструктор Уральского областного комитета ВКП(б), затем — ректор Уральского филиала Всесоюзной промышленной академии. Председатель Уральского общества историков-марксистов.
В 1934 стал заместителем начальника Главного управления по делам литературы и издательств Народного комиссариата просвещения РСФСР.
Репрессирован. В 1937 году был арестован. 22 ноября 1937 г. Сталин, Молотов, Жданов утвердили представленный НКВД СССР «Список лиц, подлежащих суду ВК ВС СССР» по 2-й категории в Свердловской области, то есть к длительному сроку заключения. В список лиц подлежащих осуждению попал и А. Таняев.
Вышел на свободу после 19 лет ГУЛАГа в 1956 году.
После освобождения работал в Институте истории партии при ЦК КПСС, затем в Институте истории профсоюзного движения.
В 1967 награждён орденом Ленина.
Автор историко-партийных трудов:
- «Рабочее движение на Урале в годы империалистической войны»,
- «Очерки движения железнодорожников в революции 1917 года»,
- "Колчаковщина на Урале (1918—1919 гг.)